# عين التين
عين التين بلدية في ولاية ميلة الجزائرية،تقع على الحدود مع ولاية قسنطينة و تعد من بين أصغر البلديات في الولاية من حيث التعداد السكاني.

## التسمية
بلدية عين التين تسميتها تدل على وفرة هذا المنتوج في القرون السابقة
و فيها منابع المياه صالحة للشرب